# Revelations
Revelations — третий и последний студийный альбом американской супергруппы Audioslave, выпущенный 5 сентября 2006 года. В США, Канаде, Австралии и Новой Зеландии альбом сертифицирован как золотой, по всему миру продано более миллиона его копий.

## Список композиций
Автор всех текстов песен — Крис Корнелл. Вся музыка написана и аранжирована коллективом Audioslave.
1. «Revelations» — 4:12
2. «One and the Same» — 3:38
3. «Sound of a Gun» — 4:20
4. «Until We Fall» — 3:50
5. «Original Fire» — 3:38
6. «Broken City» — 3:48
7. «Somedays» — 3:33
8. «Shape of Things to Come» — 4:34
9. «Jewel of the Summertime» — 3:53
10. «Wide Awake» — 4:26
11. «Nothing Left to Say But Goodbye» — 3:32
12. «Moth» — 4:57

## Участники записи
- Крис Корнелл — вокал
- Том Морелло — гитара
- Тим Коммерфорд — бас-гитара
- Брэд Уилк — барабаны
- Бернард О'Брайен — продюсер